# Josh Edgin
Joshua Wayne Edgin (né le 17 décembre 1986 à Lewistown, Pennsylvanie, États-Unis) est un lanceur de relève gaucher des Ligues majeures de baseball qui a joué pour les Mets de New York entre 2012 et 2017.

## Carrière
Au collège, Josh Eldgin est champion de lutte de l'État de Pennsylvanie,. Aussi joueur de baseball, il est repêché au 50e tour de sélection par les Braves d'Atlanta en 2009 sans signer de contrat avec l'équipe. De nouveau disponible l'année suivante alors qu'il évolue à la Francis Marion University, il est sélectionné en 30e ronde par les Mets de New York. Il amorce en 2010 sa carrière dans les ligues mineures avec un club-école des Mets. En 2012, il gradue du niveau Double-A des ligues mineures à Binghamton au Triple-A à Buffalo.
Edgin fait ses débuts dans le baseball majeur avec les Mets de New York le 13 juillet 2012. Il s'impose comme le spécialiste gaucher de l'enclos de relève des Mets, un lanceur qui est souvent appelé au monticule pour n'effectuer qu'un seul retrait.
En 2014, sa moyenne de points mérités n'est que de 1,32 en 27 manches et un tiers lancées et seulement 4 points mérités accordés en 47 matchs.
Edgin rate la 2015 après une opération de type Tommy John au coude gauche.